# Out of Nowhere
Out of Nowhere (auch: You Came Along from Out of Nowhere) ist ein Popsong, der von Johnny Green komponiert und mit einem Text von Edward Heyman versehen wurde. Der Song wurde zu einem bekannten Jazzstandard mit zahlreichen Instrumental- und Vokalversionen.

## Der Song
Die Komposition ist in einer 32-taktigen Liedform A-B1-A-B2 gehalten und wird meist in langsamem oder mittleren Tempo interpretiert. Die eingängige Melodie lebt von zahlreichen Wiederholungen: So wird das Motiv der Takte 1 und 2 in Takt 5 und 6 wiederholt und Takt 9 und 10 in Takt 25 und 26.
Heymans Songtext drückte in den beiden ersten Teilen die Erwartungen aus, die für einen Liebhaber „from out of nowhere“ empfunden werden. Die zweite A-Sektion fragt dann, was geschehen wird, wenn „you go back to your nowhere,“ und der Schlussteil lässt den Sänger erklären, „I’ll always wait ...hoping you’ll bring your love to me.“ Johnny Green widmete Out of Nowhere seiner ersten Frau Carol, die ihn bei seiner Karriere im Musikgeschäft förderte.

## Erste Einspielungen
Im April 1931 sang Bing Crosby erstmals Out of Nowhere bei einer Aufnahme für Brunswick; die Schallplatte wurde sein erster großer Hit als Solist. Einen Monat nach Crosbys Aufnahme spielte Leo Reisman und sein Orchester den Song erneut ein; dessen Aufnahme für Victor mit dem Vokalisten Frank Munn stieg auf #6 der amerikanischen Popcharts. Ebenfalls im Jahr 1931 wurde „Out of Nowhere“ erstmals in einem Film gesungen, nämlich in der Paramount-Westernkomödie Dude Ranch.

## Karriere als Jazzstandard
Die Akkordprogressionen von Out of Nowhere waren für viele Jazzmusiker ein Grund, es zu einem viel gespielten Jazzstandard werden zu lassen. Ein Motiv für die Begeisterung lag in der bluesbetonten Eröffnungssequenz. Zu der Zeit des Entstehens brachten George Gershwin und weitere Komponisten der populären Musik regelmäßig Jazz-Elemente in ihre Musik ein; dies waren Blue Notes der afro-amerikanischen Blues-Tradition, Field hollers und Work songs.
Bereits 1937 spielten bei einer Session in Paris Benny Carter und Coleman Hawkins eine Instrumentalversion des Songs mit Django Reinhardt ein. Carter spielte auf der Trompete (!) den ersten Chorus, punktiert von Django Reinhardt. Die nächsten beiden Chorusse hat dann Hawkins, der das Stück bereits im Orchester von Fletcher Henderson spielte und in seinem architektonisch bemerkenswert aufgebauten Solo „schon seine geniale Interpretation von Greens Body and Soul verwegnimmt.“ Hawkins spielte eine weitere meisterliche Fassung 1955 bei einer Jamsession mit Buck Clayton ein. Reinhardt nahm mit Stéphane Grappelli 1939 eine Duoversion auf. Don Byas spielte 1945 eine weitere Jazzversion ein. Im selben Jahr hatte Tommy Dorsey dann einen Hit, als der Song durch die Filmversion in dem Musical You Came Along (hier gesungen von Helen Forrest) neue Popularität bekam.
Zum endgültigen Jazz-Klassiker wurde die Komposition erst durch die im Balladenstil von Charlie Parker eingespielte Version auf Dial Records, aufgenommen am 4. November 1947 mit dem Pianisten Duke Jordan und dem Trompeter Miles Davis. Parker nahm den Song zwischen November 1947 und 1954 über ein Dutzend Mal auf; Hans-Jürgen Schaal hebt dabei die Live-Aufnahme mit Fats Navarro am 30. Juni 1950 besonders hervor. Es folgten Versionen von Ahmed Abdul-Malik, Sonny Stitt, Lena Horne & Teddy Wilson, Joe Williams & Harry Sweets Edison, Johnny Smith, James Moody, Tal Farlow, Erroll Garner, Boulou Ferré und Caterina Valente.
Der Song hatte auch eine Funktion als Bebop head; aus den Harmonien wurden eigene Kompositionen abgeleitet, wie „Casbah“ von Tadd Dameron, „Nostalgia“ von Fats Navarro, „317 East 32nd Street“ von Lennie Tristano, „Wee-Jay“ von J. R. Monterose, „‘Into Somewhere“ von Bill Le Sage, „Conversion“ von Billy Taylor, und „She Rote“ von Charlie Parker.

## Verwendung im Film
Out of Nowhere fand auch in verschiedenen Filmen Verwendung; nach Dude Ranch (1931) war der Song in The Joker Is Wild (1957, Frank Sinatra), Die Welt der Suzie Wong (1960), They Shoot Horses, Don't They? (1969), September (1987, Bert Ambrose and His Orchestra), Manhattan Murder Mystery (1993, Coleman Hawkins and His All-Star Jam Band), Deconstructing Harry (1997, Django Reinhardt), Sweet and Lowdown (1999, Dick Hyman, Joe Wilder, Kelly Friesen) zu hören